# Chastèunòu de Vernons
Châteauneuf-de-Vernoux és un municipi francès situat al departament de l'Ardecha i a la regió d'Alvèrnia-Roine-Alps. L'any 2007 tenia 194 habitants.

## Demografia

### Població
El 2007 la població de fet de Châteauneuf-de-Vernoux era de 194 persones. Hi havia 92 famílies de les quals 36 eren unipersonals (20 homes vivint sols i 16 dones vivint soles), 24 parelles sense fills, 24 parelles amb fills i 8 famílies monoparentals amb fills.
La població ha evolucionat segons el següent gràfic:
Habitants censats

### Habitatges
El 2007 hi havia 140 habitatges, 90 eren l'habitatge principal de la família, 46 eren segones residències i 4 estaven desocupats. 136 eren cases i 3 eren apartaments. Dels 90 habitatges principals, 74 estaven ocupats pels seus propietaris, 10 estaven llogats i ocupats pels llogaters i 6 estaven cedits a títol gratuït; 5 tenien dues cambres, 8 en tenien tres, 19 en tenien quatre i 58 en tenien cinc o més. 63 habitatges disposaven pel capbaix d'una plaça de pàrquing. A 44 habitatges hi havia un automòbil i a 38 n'hi havia dos o més.

### Piràmide de població
La piràmide de població per edats i sexe el 2009 era:
| Homes | Edats   | Dones |
| ----- | ------- | ----- |
| 0     | 95 o +  | 0     |
| 0     | 90 a 94 | 0     |
| 0     | 85 a 89 | 0     |
| 0     | 80 a 84 | 0     |
| 8     | 75 a 79 | 0     |
| 4     | 70 a 74 | 16    |
| 4     | 65 a 69 | 0     |
| 4     | 60 a 64 | 4     |
| 8     | 55 a 59 | 8     |
| 0     | 50 a 54 | 16    |
| 4     | 45 a 49 | 4     |
| 8     | 40 a 44 | 4     |
| 8     | 35 a 39 | 12    |
| 8     | 30 a 34 | 4     |
| 0     | 25 a 29 | 8     |
| 4     | 20 a 24 | 4     |
| 4     | 15 a 19 | 0     |
| 8     | 10 a 14 | 4     |
| 8     | 5 a 9   | 8     |
| 16    | 0 a 4   | 0     |

## Economia
El 2007 la població en edat de treballar era de 131 persones, 95 eren actives i 36 eren inactives. De les 95 persones actives 93 estaven ocupades (54 homes i 39 dones) i 2 estaven aturades (2 dones i 2 dones). De les 36 persones inactives 17 estaven jubilades, 9 estaven estudiant i 10 estaven classificades com a «altres inactius».

### Ingressos
El 2009 a Châteauneuf-de-Vernoux hi havia 90 unitats fiscals que integraven 200,5 persones, la mediana anual d'ingressos fiscals per persona era de 18.464 €.

### Activitats econòmiques
Dels 10 establiments que hi havia el 2007, 2 eren d'empreses extractives, 3 d'empreses alimentàries, 2 d'empreses de construcció, 1 d'una empresa de comerç i reparació d'automòbils, 1 d'una empresa immobiliària i 1 d'una empresa classificada com a «altres activitats de serveis».
Dels 2 establiments de servei als particulars que hi havia el 2009, 1 era un paleta i 1 fusteria.
L'únic establiment comercial que hi havia el 2009 era una carnisseria.
L'any 2000 a Châteauneuf-de-Vernoux hi havia 6 explotacions agrícoles que ocupaven un total de 84 hectàrees.

## Poblacions més properes
El següent diagrama mostra les poblacions més properes.